# Dualanok
Dualanok ist ein osttimoresischer Ort im Suco Leolima (Verwaltungsamt Balibo, Gemeinde Bobonaro). Er liegt in einer Meereshöhe von 324 m, im Nordosten der Aldeia Faturui. Nur eine unbefestigte Piste führt zu dem Dorf zwischen dem Foho Lutin (537 m) im Süden und dem Foho Fataon (381 m) im Norden. Zwischen Dualanok und dem Foho Fataon hat ein Zufluss des Mukuki (ein Nebenfluss des Nunura) ein fast 100 m tiefes Tal gegraben.